# Vinogràdovka (Bélgorod)
|  | Per a altres significats, vegeu «Vinogràdovka». |

Vinogràdovka - Виноградовка (rus) - és un poble (un khútor) de l'óblast de Bélgorod, a Rússia. El 2010 tenia 20 habitants. Pertany al districte (raion) de Prókhorovka.